# خونه بابا (فیلم)
خونه بابا (انگلیسی: Daddy's Home) فیلمی در ژانر کمدی به کارگردانی شان آندرس است که در سال ۲۰۱۵ منتشر شد. از بازیگران آن می‌توان به ویل فرل، مارک والبرگ و لیندا کاردلیانی اشاره کرد.

## داستان
بِرَد (با بازی ویل فرل) فردی آرام و مدیر اجرایی یک شبکهٔ رادیویی است که تلاش می‌کند ناپدری خوبی برای فرزندان همسرش باشد. اما اوضاع زمانی پیچیده می‌شود که سر و کلهٔ پدر واقعیِ بچه‌ها پیدا می‌شود و بِرَد مجبور است برای جلب توجهٔ بچه‌ها با او رقابت کند و…